# Bollo de buey
El bollo de buey es un tipo de pastel de Hong Kong. Es uno de los pasteles más comunes en Hong Kong y también puede encontrarse en la mayoría de las panaderías de los barrios chinos extranjeros. El bollo tiene un relleno de carne de buey picada, incluyendo a veces trozos de cebolla.